# 3500 Кобаясі
3500 Кобаясі (3500 Kobayashi) — астероїд головного поясу, відкритий 18 вересня 1919 року.
Тіссеранів параметр щодо Юпітера — 3,607.